# Russell A. Rourke
Russell A. Rourke (New York, 30 dicembre 1931 – Annapolis, 19 gennaio 2003) è stato un avvocato e politico statunitense, che ricoprì l'incarico di Segretario di Stato all'Aeronautica degli Stati Uniti d'America tra il 1 dicembre 1985 e il 7 aprile 1986, sotto la Presidenza di Ronald Reagan.

## Biografia
Nacque a New York, quartiere del Bronx, il 30 dicembre 1931. Frequentò l'università del Maryland laureandosi in arte, e subito dopo di arruolò nell'United States Marine Corps degli Stati Uniti d'America prestando servizio nel corso della guerra di Corea, congedandosi con il grado di primo tenente. Rimasto in servizio nell'United States Marine Reserve Corps, fu comandante del Marine Air Control Squadron 24 di Quantico, Virginia, tra il 1972 e il 1974, e raggiunto il grado di colonnello nel luglio 1985 si ritirò definitivamente dal servizio.
Dopo aver abbandonato il servizio attivo si iscrisse alla facoltà di giurisprudenza presso la Georgetown University Law Center conseguendo la laurea nel 1959. Lavorò brevemente nello studio legale Keogh, Carey e Costello di Washington DC come avvocato associato prima di iniziare la sua carriera nel servizio pubblico nel 1960.
Divenne assistente amministrativo del membro del Congresso per il partito repubblicano John R. Pillion di New York, e nel 1965 del membro del Congresso Henry P. Smith III, un altro repubblicano di New York. Quando Henry P. Smith III si ritirò dalla politica nel 1974, egli si candidò come repubblicano-conservatore per la Camera dei rappresentanti degli Stati Uniti nel 36º distretto di New York. Sebbene quel distretto fosse stato detenuto dai repubblicani negli ultimi 62 anni, egli non vi abitava da molti anni e lo scandalo Watergate, che allora imperava, rappresentò un problema per i candidati repubblicani alle elezioni. Di conseguenza venne sconfitto alle elezioni dal candidato democratico John J. LaFalce  con un margine di tre voti a due.
Fallita l'elezione assunse l'incarico di vice del consigliere presidenziale John O. Marsh. Nel 1976 divenne assistente speciale del Presidente Gerald R. Ford. Le sue responsabilità includevano il collegamento legislativo tra la Casa Bianca e il Congresso, e il presenziare a riunioni politiche e di programma con il Presidente, i membri del gabinetto e gli alti funzionari della Casa Bianca. Dopo che Gerald Ford perse la sua candidatura per la rielezione nel 1977, egli entrò a fa parte del White House Transition Team. Alla fine dell'amministrazione Ford, accettò di lavorare come assistente amministrativo del membro repubblicano del Congresso Harold S. Sawyer del Michigan.
Nel maggio 1981 il presidente Ronald Reagan lo nominò assistente segretario per gli affari legislativi nel Dipartimento della Difesa.  In quella veste era il principale consigliere del Segretario alla Difesa Caspar Weinberger sul programma legislativo del dipartimento, mantenendo il collegamento diretto con il Congresso, l'ufficio esecutivo del presidente ed altre agenzie governative su questioni legislative della difesa, e sovrintendere alle attività congressuali dei dipartimenti militari in materia di difesa. Nel maggio 1984 organizzò un ponte aereo per trasportare i membri del Congresso al Campidoglio al fine di votare l'approvazione al programma del missile ICBM MX.
Quando lasciò l'incarico, nel 1985, Weinberger lo insigni della Department of Defense Distinguished Civilian Service Award.
Il 27 settembre 1985, il presidente Reagan lo nominò, in sostituzione di Verne Orr, Segretario di stato all'aeronautica. Dopo la conferma della nomina da parte del Senato degli Stati Uniti, prestò giuramento il 1º dicembre 1985. Servì nell'incarico solo quattro mesi, dimettendosi per motivi personali il 7 aprile 1986, sostituito da Edward C. Aldridge Jr..
Dopo aver lasciato la politica lui e la sua famiglia  gestirono un'attività immobiliare ad Annapolis, nel Maryland, e li si spense il 19 gennaio 2003, all'età di 71 anni.

### Annotazioni
1. ↑  Sposato con Judith Anne Muller di New York City, la coppia ebbe tre figli.

### Fonti
1. 1 2 3 4 5 6 7 8 9 10 11 12 13 14 15 16  US Air Force.
2. 1 2 3 4  New York Times.
3. ↑  Ronald Reagan Presidential Library, "Nomination of Russell A. Rourke to be an Assistant Secretary of Defense" Archiviato il 24 luglio 2008 in Internet Archive., White House, Washington, D.C., March 14, 1981.
4. ↑  Ronald Reagan Presidential Library, "Nomination of Russell A. Rourke to be Secretary of the Air Force" Archiviato il 24 luglio 2008 in Internet Archive., White House, Washington, D.C., September 27, 1985.
5. ↑  "Secretary of Air Force Planning to Quit Soon", The New York Times, New York, N.Y., April 8, 1986.